# Iclingas
Iclingas is het koningshuis van de vorsten van het koninkrijk Mercia. 

## Achtergrond
De Angelen en de Saksen waren Germanen, die zich tijdens de Grote Volksverhuizing vestigden in Groot-Brittannië vanaf de 5e eeuw. De eerste legendarische vorst was Icel van de Angelen, vandaar de naam van het koningshuis.

## Lijst
Tot koning Penda (626-655) hebben we enkel de namen en legendarische verhalen. Creoda krijgt de titel eerste koning.
| # | NAAM     | PERIODE       | Opmerkingen:                                             |
| - | -------- | ------------- | -------------------------------------------------------- |
| - | Icel     | ca.515-ca.535 | zoon van Eomer, laatste Angelen-koning op het continent. |
| - | Cnebba   | ?             | zoon van Icel                                            |
| - | Cynewald | ?             | zoon van Cnebba                                          |
| 1 | Creoda   | 584 - 593     | zoon van Cynewald                                        |
| 2 | Pybba    | 593 - 606     | zoon van Creoda                                          |
| 3 | Cearl    | 606 - 626     | broer (of neef?) van Pybba                               |
| 4 | Penda    | 626 - 653     | zoon van Pybba                                           |